# Lugarico Viejo (Antas)
La zona arqueológica de Lugarico Viejo en Antas (Almería), España, tiene especial interés por ser uno de los primeros asentamientos investigados por Luis Siret y por su morfología y estructuras que reflejan de forma muy clara los patrones de asentamiento que se consideran característicos de las comunidades argáricas.
Las características singulares de este yacimiento, dentro del conjunto de las comunidades argáricas del sureste español, justifican su declaración como bien de interés cultural, no precisándose para asegurar su protección la fijación de un entorno.

## Descripción
El yacimiento arqueológico de Lugarico Viejo se sitúa en un cerro amesetado en la margen derecha del río Antas, próximo a la barriada de Jauro. Se trata de un poblado fortificado de la Edad del Bronce que albergaba un importante conjunto de cabañas y enterramientos.
Relevante para entender esta función resulta el análisis de la topografía original del propio asentamiento. En efecto, aunque su altura absoluta no es elevada, 212 metros sobre el nivel del mar, su particular orografía y su relación con el entorno lo convierte en un lugar de indudable valor estratégico que explica, en buena medida, su ocupación durante la Edad del Bronce.
Por el oeste y por el este, sus límites están formados por barrancos del cierta importancia que vierten sus aguas en el mencionado río, situado al norte del yacimiento, lo que provoca que estas laderas de la meseta sobre la que se asienta el yacimiento tengan una acusada pendiente y difícil acceso. Al norte hay un brusco descenso de cota desde el yacimiento hasta las zonas de vega próximas al cauce del río. Por tanto el asentamiento queda perfectamente individualizado de su entorno a excepción de su ladera sur, más vulnerable al ser menor su inclinación.
Esta vulnerabilidad en la topografía natural se procurará enmendar mediante la construcción de una muralla. Por tanto, su construcción más característica será esta obra de fortificación.
Se trata de una estructura que sigue la arista de la meseta sobre la que se asienta el poblado por el lado sur. De ella se han documentado hasta el momento una longitud de 90 metros aproximadamente.
Las excavaciones realizadas en 1987 documentaron, además, que en su actual estado de conservación, posee una anchura máxima de 1,20 metros y una altura máxima de 1,50 metros. Se asienta sobre la roca madre con una cimentación de grandes bloques de calizas irregulares. Sobre esta cimentación se construyeron sus paramentos exteriores con grandes cantos rodados procedentes del cauce del río. El espacio interior se rellenó con cascajo y tierra.
En el espacio exterior a la muralla se han documentado áreas de enterramiento que responden a una variada tipología en cuanto a los sistemas empleados, pero siempre concordantes con los patrones de la Edad del Bronce del sureste peninsular.